# Gergis
Gergis – stolica historycznej diecezji w Cesarstwie Rzymskim (prowincja Trypolitania), współcześnie w Libii. Od 1933 katolickie biskupstwo tytularne. 

## Biskupi tytularni
| Lp. | Biskup                      | Funkcja                                                                          | Od                   | Do              |
| --- | --------------------------- | -------------------------------------------------------------------------------- | -------------------- | --------------- |
| 1   | John van Sambeek MAfr       | wikariusz apostolski Tanganiki, następnie wikariusz apostolski Kigoma (Tanzania) | 19 listopada 1936    | 25 marca 1953   |
| 2   | Otàvio Barbosa Aguiar       | biskup pomocniczy São Luís do Maranhão (Brazylia)                                | 6 listopada 1954     | 24 lutego 1956  |
| 3   | Luis Aníbal Rodríguez Pardo | biskup pomocniczy Cochabamby (Boliwia)                                           | 28 lipca 1956        | 22 maja 1958    |
| 4   | Luigi Oldani                | biskup pomocniczy Mediolanu (Włochy)                                             | 31 października 1961 | 5 sierpnia 1976 |
| 5   | Antonio María Rouco Varela  | biskup pomocniczy Santiago de Compostela (Hiszpania)                             | 17 września 1976     | 9 maja 1984     |
| 6   | Patricio Infante Alfonso    | biskup pomocniczy Santiago de Chile (Chile)                                      | 7 sierpnia 1984      | 12 grudnia 1990 |
| 7   | Jurij Bizjak                | biskup pomocniczy koperski (Słowenia)                                            | 13 maja 2000         | 26 maja 2012    |
| 8   | Sérgio de Deus Borges       | biskup pomocniczy São Paulo (Brazylia)                                           | 27 czerwca 2012      | 17 lipca 2019   |
| 9   | Jorge Luis Wagner           | biskup pomocniczy Bahía Blanca (Argentyna)                                       | 24 września 2019     | 22 lutego 2024  |
| 10  | Vicente de Paula Tavares    | biskup pomocniczy Brasílii (Brazylia)                                            | 19 marca 2024        |                 |